# سرجو برتونی

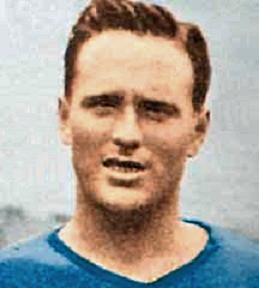
سرجو برتونی

سرجو برتونی (به ایتالیایی: Sergio Bertoni) بازیکن فوتبال و اهل ایتالیا است که از سال ۱۹۳۶ میلادی عضو تیم ملی فوتبال ایتالیا بوده و در ۶ بازی ملی حضور داشته‌است. او در بازی‌های ملی‌اش ۱ گل به ثمر رساند.
سرجو برتونی آخرین بازی ملی خود را در سال ۱۹۴۰ میلادی انجام داد.